# Pagan Amum

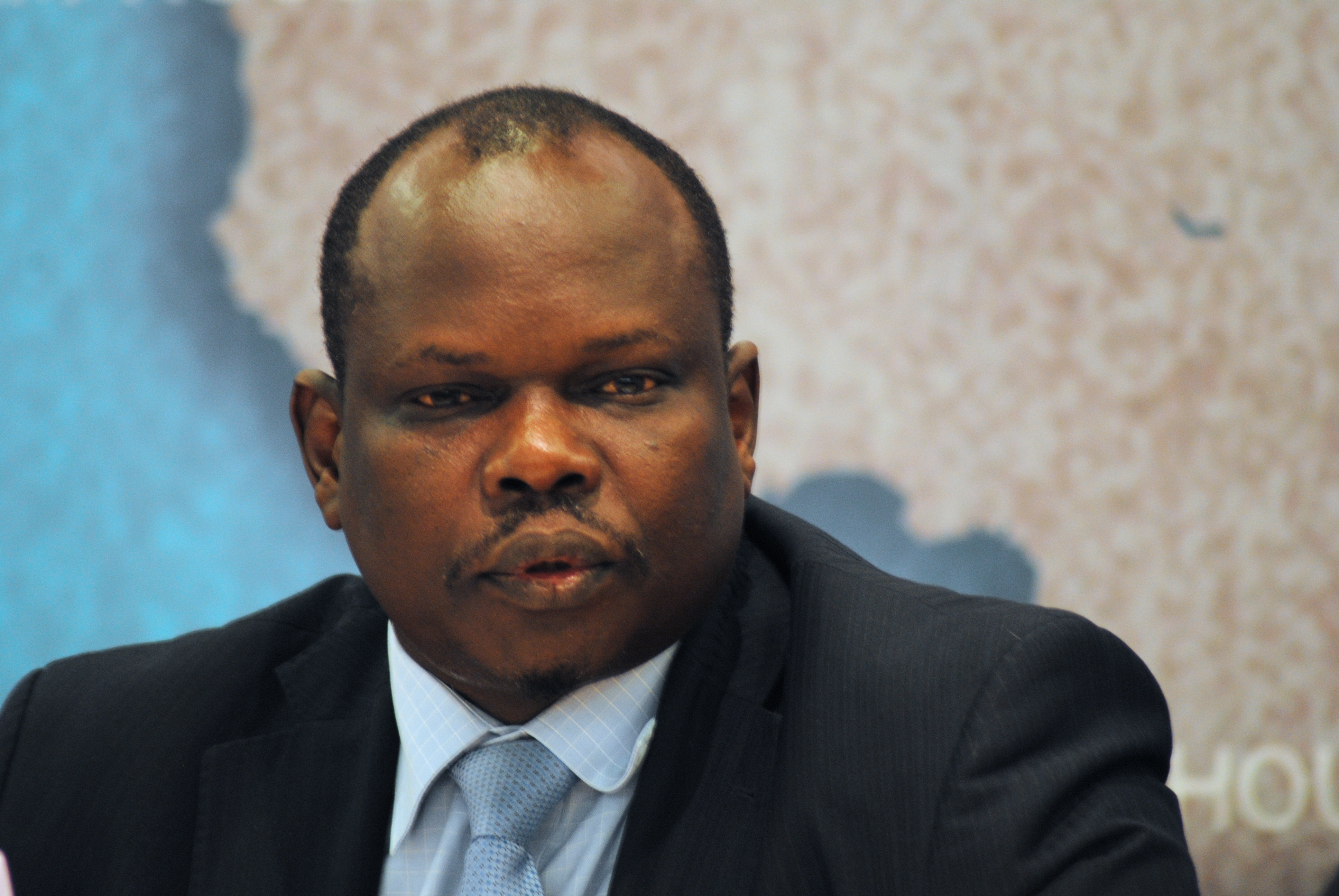
Pagan Amum 2012

Pagan Amum (mit vollem Namen Pagan Amum Okech) (* in Malakal) ist der Generalsekretär der Sudanesischen Volksbefreiungsbewegung (SPLM) im Sudan und diplomatischer Berater von Salva Kiir, dem Präsidenten der autonomen Region Südsudan.
Er wurde in Malakal geboren, gehört den Schilluk an und war vor 1998 Kommandeur der Sudanesischen Volksbefreiungsarmee (SPLA) für die Region Ost-Äquatoria.
Er war maßgeblich an den Friedensverhandlungen mit der sudanesischen Regierung in Khartum beteiligt, die den Sezessionskrieg im Südsudan 2005 beendeten.